# Lluís Ramon Fita
Lluís Ramon Fita (Barcelona, final segle XVI – 23 de desembre de 1640) va ser magistrat de la Reial Audiència de Catalunya.
Entra a la Reial Audiència de Catalunya, on ja havia exercit el seu pare Ramon Montserrat durant vint anys, a principis de 1638. Ho fa com a jutge de cort i amb l’aspiració d’obtenir la plaça de coadjutor del magistrat Roca. El virrei-duc de Cardona va desestimar aquesta demanda. El maig del mateix any, és un dels magistrats que dona facultat al nou virrei, Dalmau III de Queralt, per condemnar a mort sense judici a les persones que desertaven de lluitar al Rosselló contra el regne de França.
Un any més tard (juny de 1639) té l’encàrrec de garantir que totes les Universitats entre Hostalric i Girona financessin el pas de l’exèrcit reial que es desplaçava a Salses. Manel Güell cita un memorial de la Diputació del General en el qual s'esmenta l’actitud expeditiva de Ramon, que no hauria dubtat a amenaçar alguns pobles en “envia’ls-hi tropes per a destruir-les o comissaris que els requisarien tot el que tinguessin”.
La seva casa, situada davant el palau del marquès d’Aitona, va ser cremada pels segadors durant el Corpus de Sang. En els següents mesos, Ramon es veu obligat a amagar-se en diferents indrets de Barcelona. Segons Miquel Parets, fou descobert el 23 de desembre al carrer de Sant Pere més baix i immediatament escopetejat. El seu cos va ser arrossegat, juntament amb els de Rafael Puig i Joan Baptista Gori, fins a la plaça del Rei, on va ser penjat i exhibit públicament.